# Экономическое районирование Казахстана

Центральный Казахстан
Северный Казахстан
Южный Казахстан
Восточный Казахстан
Западный Казахстан

Экономическое районирование Казахстана — это территориальное деление Казахстана на экономико-географический регионы. В настоящее время в Казахстане условно выделяют пять экономико-географических регионов.

## Состав экономических районов
| Район          | Области и города республиканского значения | Население чел (1 июля 2017) | Площадь тыс. км² |
| 1. Восточный   | 1. Восточно-Казахстанская область 2. Абайская область                                                                                            | 1 386 208                   | 283,226          |
| 2. Западный    | 1. Актюбинская область 2. Атырауская область 3. Западно-Казахстанская область 4. Мангистауская область                                           | 2,759,602                   | 736,241          |
| 3. Северный    | 1. Акмолинская область 2. г. Астана 3. Костанайская область 4. Павлодарская область 5. Северо-Казахстанская область                              | 3 937 246                   | 565,678          |
| 4. Центральный | 1. Карагандинская область 2. Улытауская область                                                                                                  | 1,145,000 227,200           | 239,045 188,937  |
| 5. Южный       | 1. Алматинская область 2. г. Алматы 3. Жамбылская область 4. Кызылординская область 5. Туркестанская область 6. г. Шымкент 7. Жетысуская область | 8,569,809                   | 712,125          |